# Stadtgarten (Köln)

Karte des Stadtgartens. Die Grünfläche im Nordwesten ist Teil des Kölner Grüngürtels. Im Norden befindet sich die Fußgängerbrücke zum Mediapark.

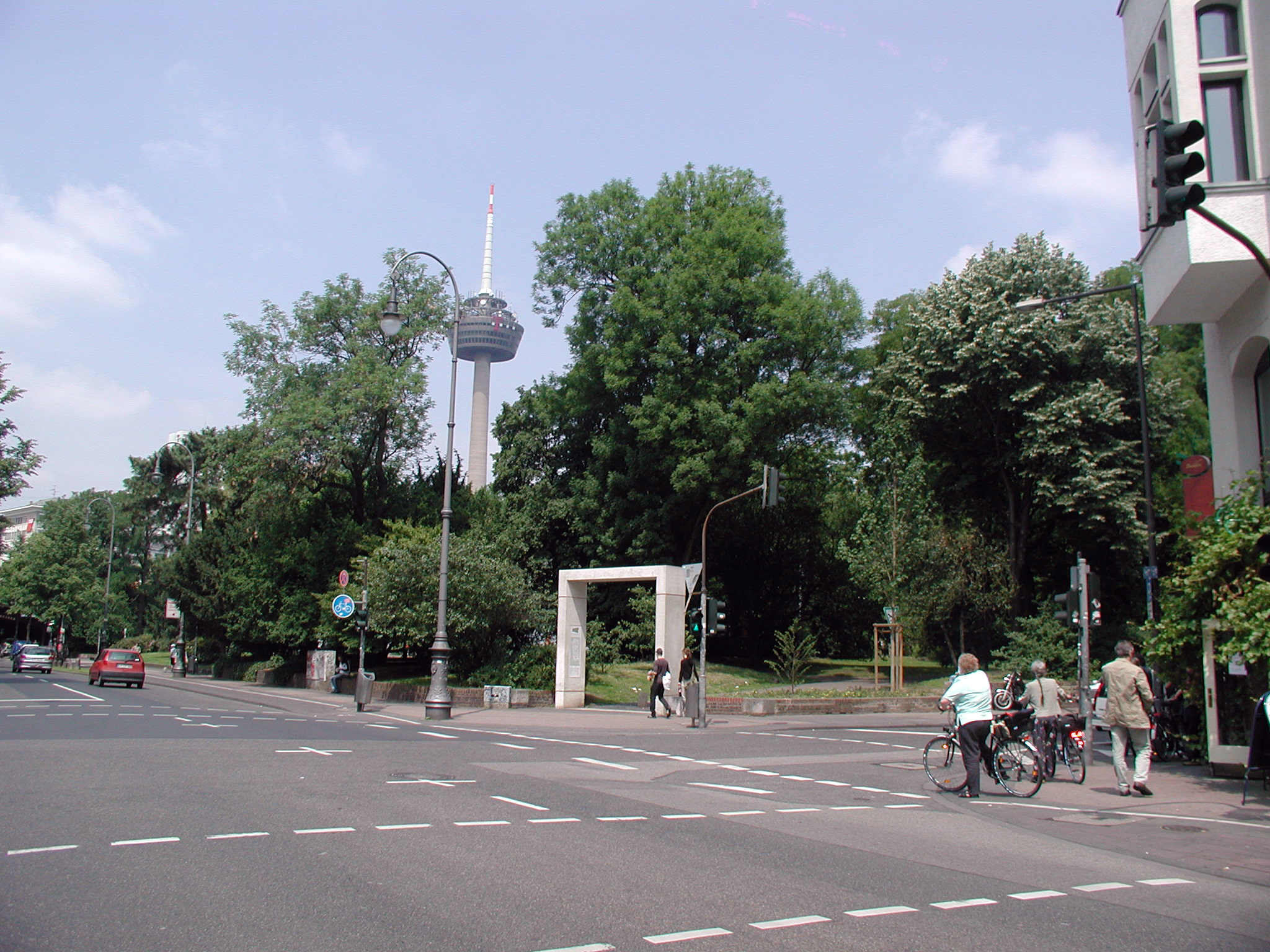
Eingangstor Ecke Venloer-/Spichernstraße (2007)

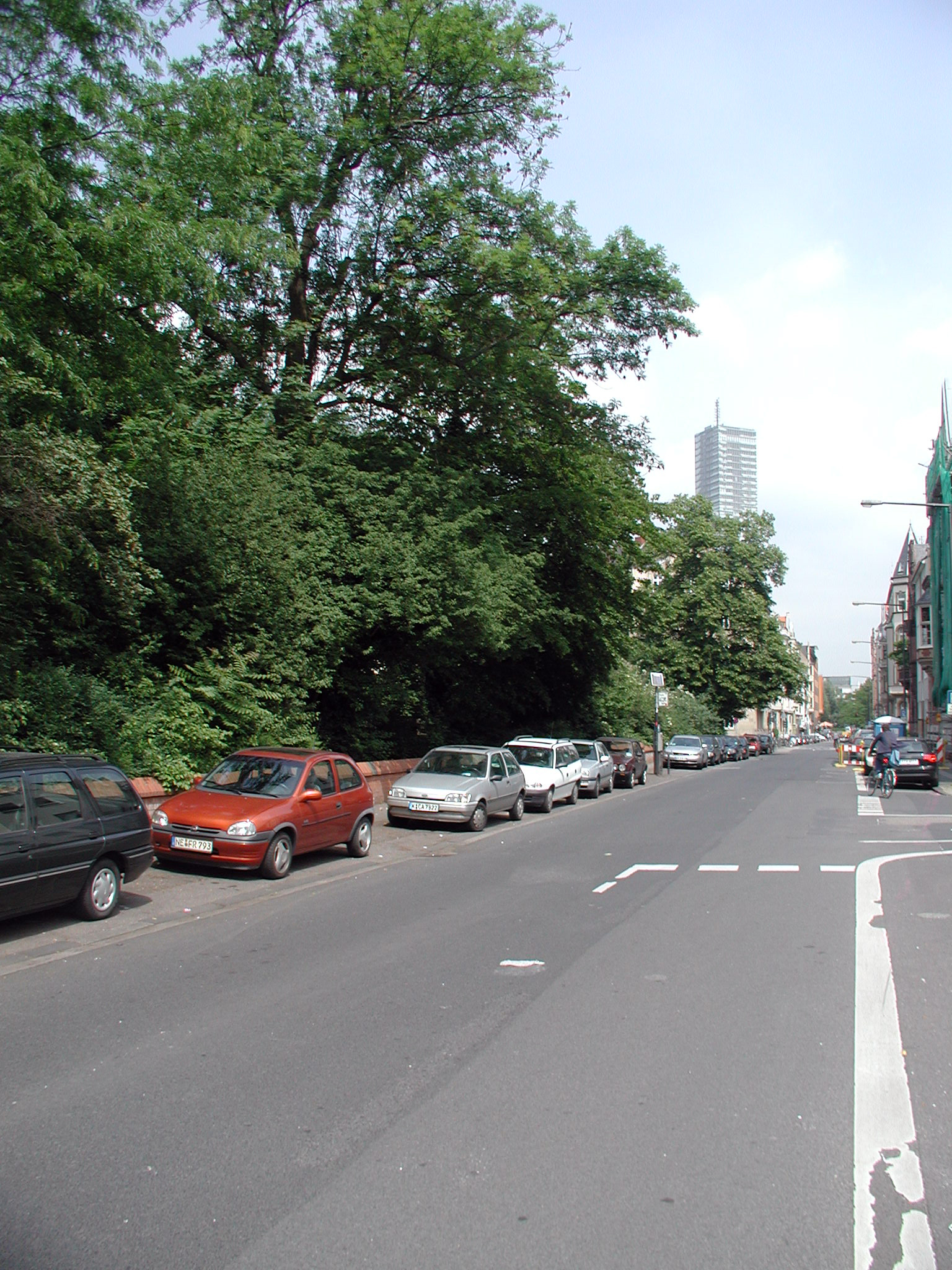
Gartenmauer Spichernstraße – Blick zum Mediapark (2007)

Der Stadtgarten ist ein innerstädtischer Landschaftspark in der nördlichen Neustadt Kölns. Er war Kölns erster neuzeitlicher Park und steht deshalb unter Landschafts- und mit seinen Bauten unter Denkmalschutz. Im gleichnamigen Restaurant und in seinem Biergarten finden zahlreiche Veranstaltungen statt.
Der Park liegt südöstlich des den Inneren Grüngürtel begrenzenden Bahndammes mit dem Westbahnhof zwischen der Venloer- und der Gladbacher Straße. Die Spichernstraße grenzt ihn zur Neustadt ab.

## Geschichte
Der Park wurde 1827/28 auf dem Gelände vor der Stadtmauer mit ihren neuzeitlichen Vaubanschen Bastionen als Schmuckgarten mit einer angegliederten provinzialen Baumschule angelegt. Die Planung verantwortete der Kölner Gartendirektor Jakob Greiß. 1857 wurden in den Park exotische Bäume aus dem Botanischen Garten an der Maximinenstraße umgesetzt, als dieser wegen Errichtung des Centralbahnhofes aufgegeben werden musste.

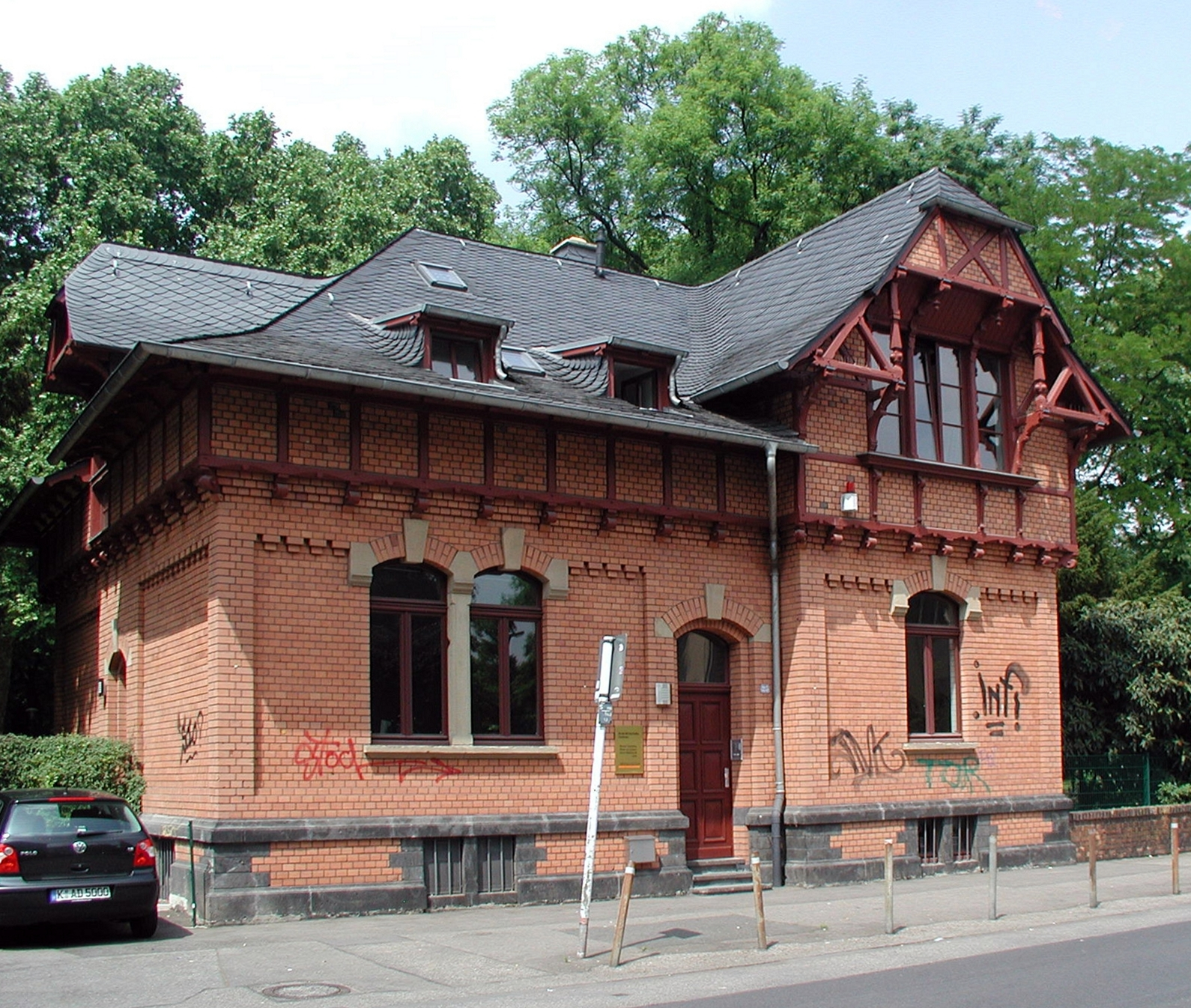
Ehemaliges Gärtnerhaus 1888/90 Spichernstrasse (2007)

Im Zuge der Verlegung der Eisenbahntrasse der Linie Köln-Bonn nach Westen und den Bau des Westbahnhofes wurde der Stadtgarten dann, nach einer einhergehenden Verkleinerung von 11 auf 6 Hektar, in den Jahren 1888 bis 1890 neu gestaltet. Verantwortlicher Gartenbaudirektor für die Umgestaltung war Adolf Kowallek, Schüler des Berliner Gartenbauers Johann Heinrich Gustav Meyer, der die Volksgartenbewegung initiierte. Er ließ auch das Gärtnerhaus an der Spichernstraße errichten. Das Restaurant wurde 1898 neu gebaut. Die an den Park angrenzende Kölner Neustadt wurde nach der Aufgabe der Umwallung Kölns und der historischen Stadtmauer ab 1880 durch den Stadtbaumeister Josef Stübben auf die Dimensionen des Parks hin geplant. 
Die gründerzeitlichen repräsentativen Bauten der Spichernstraße sind heute wieder ein gesuchtes Wohnviertel. Zuletzt 1957/58 wurde an die Nordecke des Parks die Kirche Neu St. Alban gebaut. Für die Kirche und deren Besucher mag der offen anschließende Park als erweiterter öffentlicher Raum angesehen werden. Die neuen städtebaulichen Entwicklungen machten es möglich, den isolierten Stadtgarten mit dem Mediapark und dem Grüngürtel zu verbinden. Die Grünanlagen um die Christuskirche jenseits der Spichernstraße sollen in eine einheitliche Grüngestaltung des Viertels einbezogen werden, so dass wieder vom Park aus Sichtschneisen auf dieses Bauwerk führen.

## Bepflanzung
Der in Art eines Landschaftsparks angelegte Park sollte den Bürgern zur Erholung durch Spaziergänge und zur Erbauung dienen durch das Beschauen der angepflanzten etwa 50 auch exotischen Baum- und Gehölzarten. Einige heimische Holzarten haben sich dazu von selbst entwickelt. Im Winter fällt die atlantische, immergrüne Stechpalme ins Auge. Die Kraut- und Staudenvegetation entwickelt sich heute spontan. Nach einer Biotop-Kartierung haben sich etwa 80 Arten angesiedelt, darunter auch für ein Stadtbiotop eher seltene, wie die Große Sternmiere (Stellaria holostea) oder der Hain-Ampfer (Rumex sanguineus).

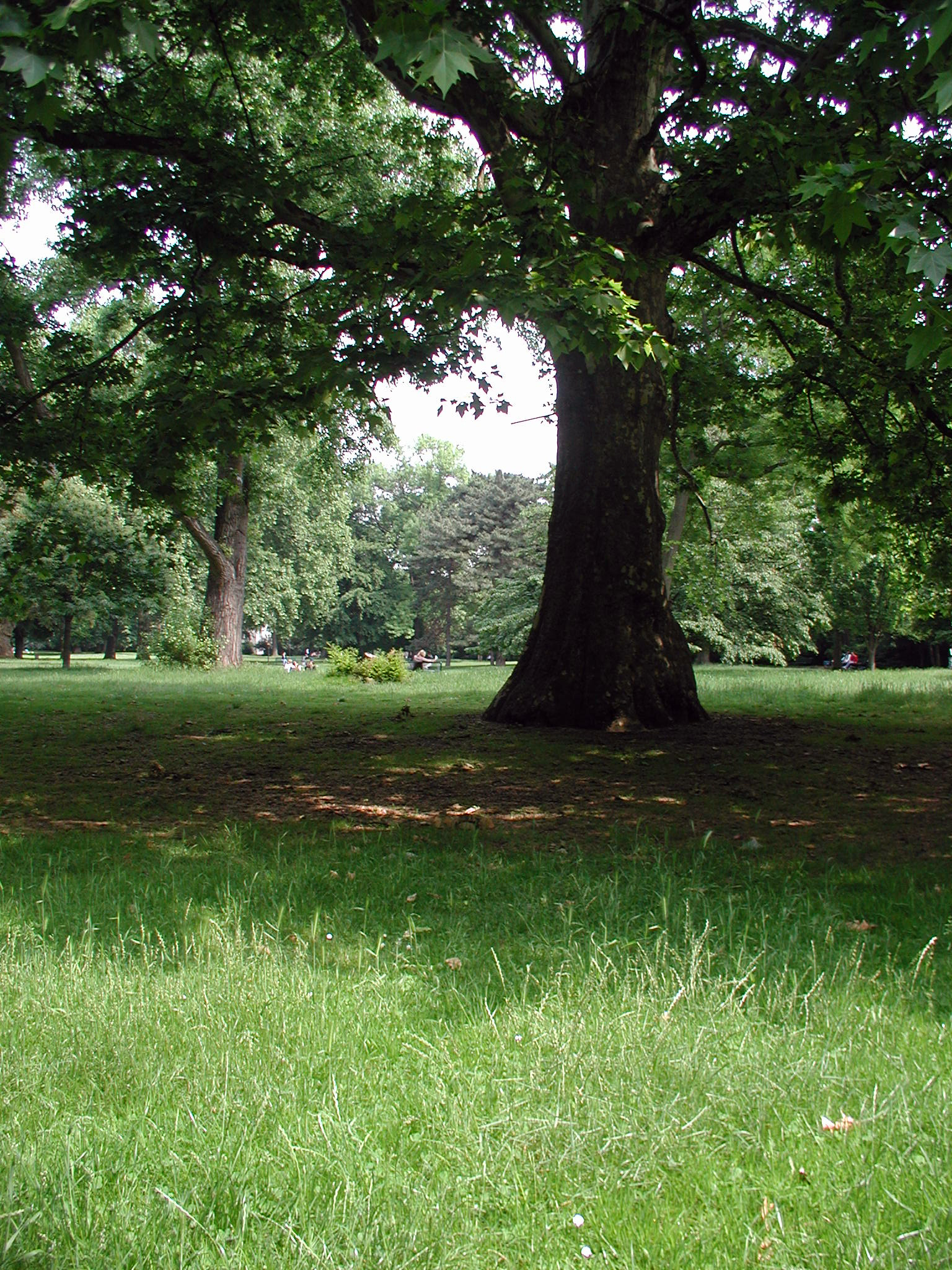
Alter Baumbestand
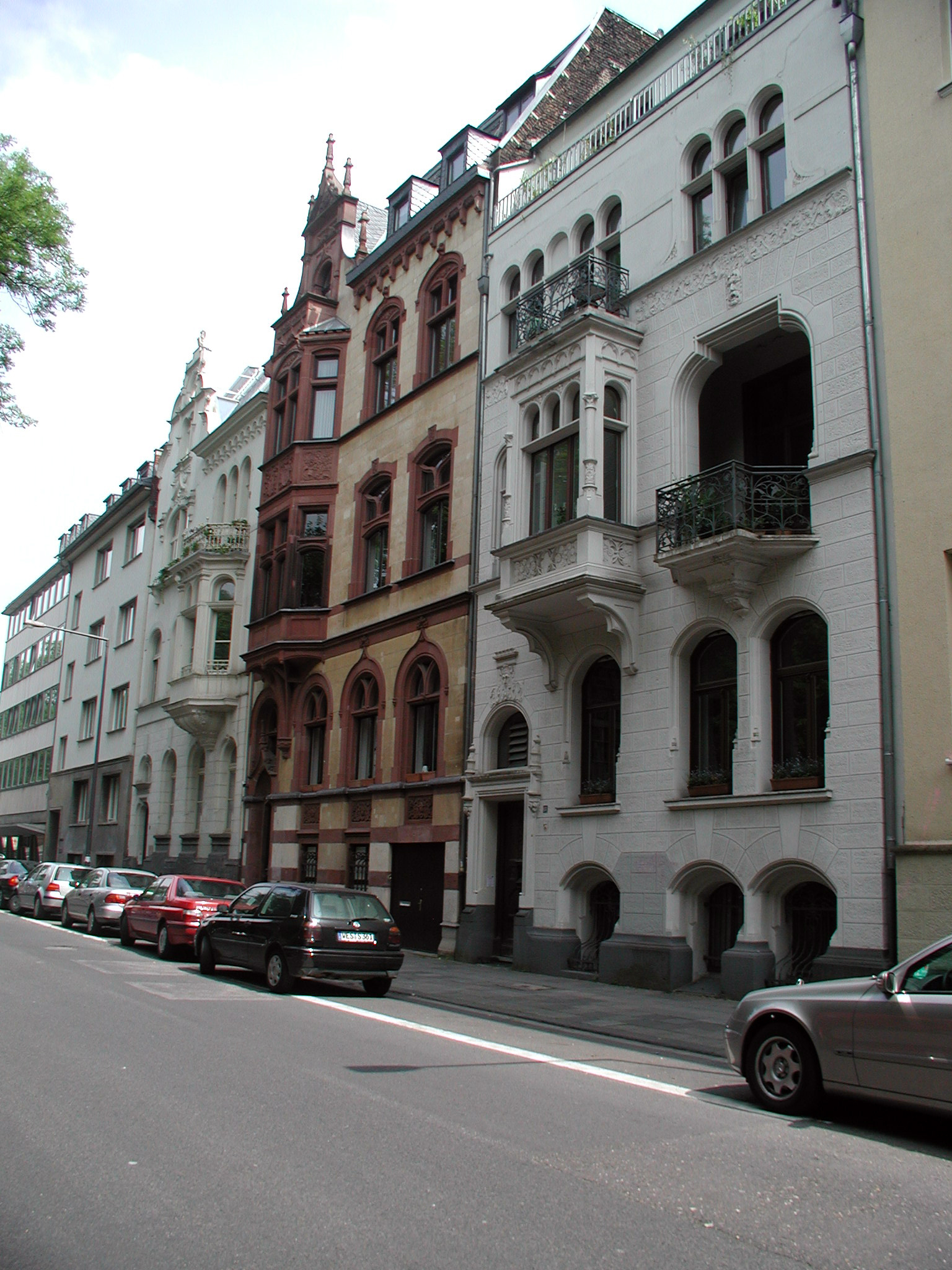
Gründerzeitbauten Spichernstr.
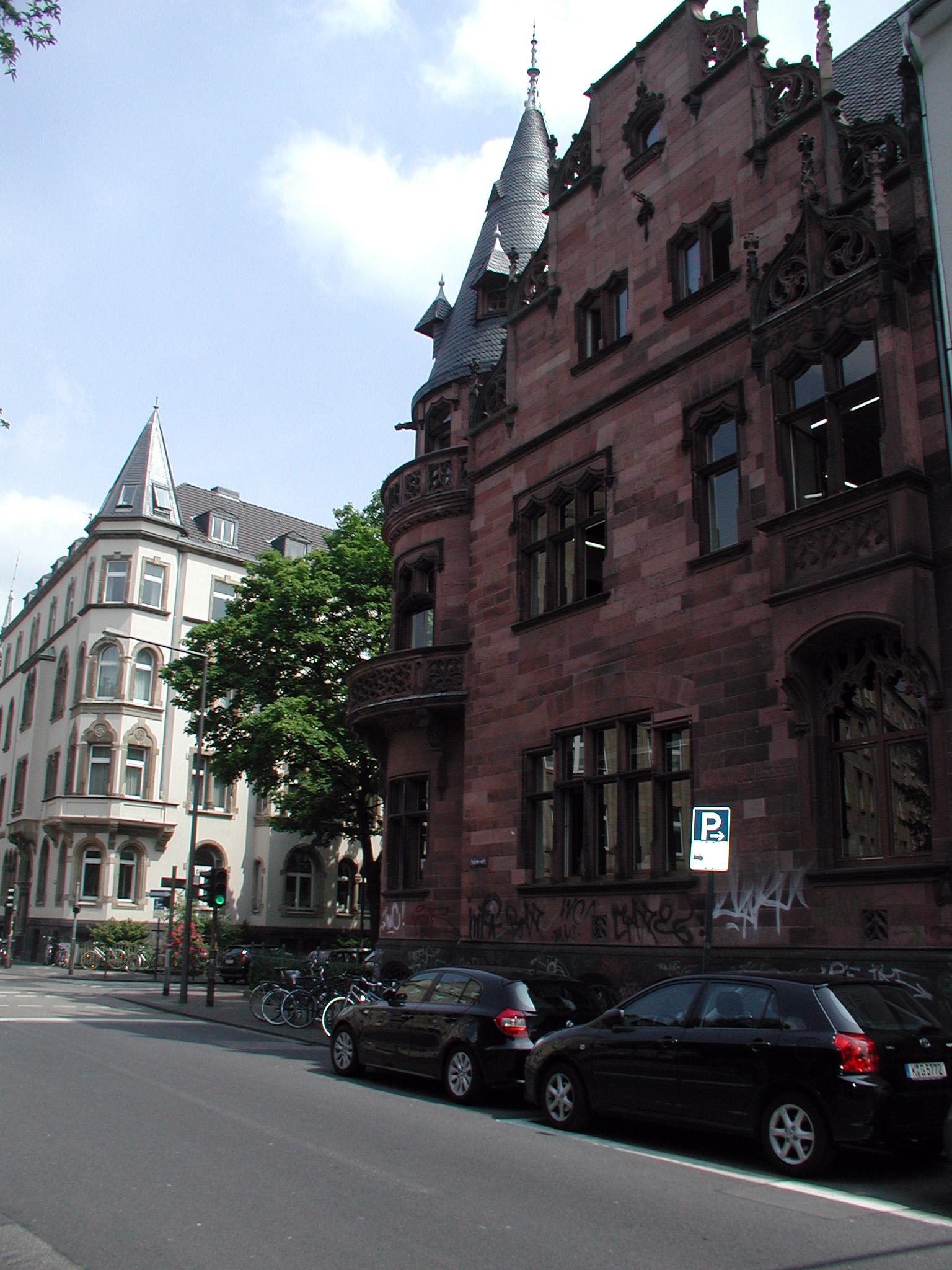
Einmündung Goebenstr.
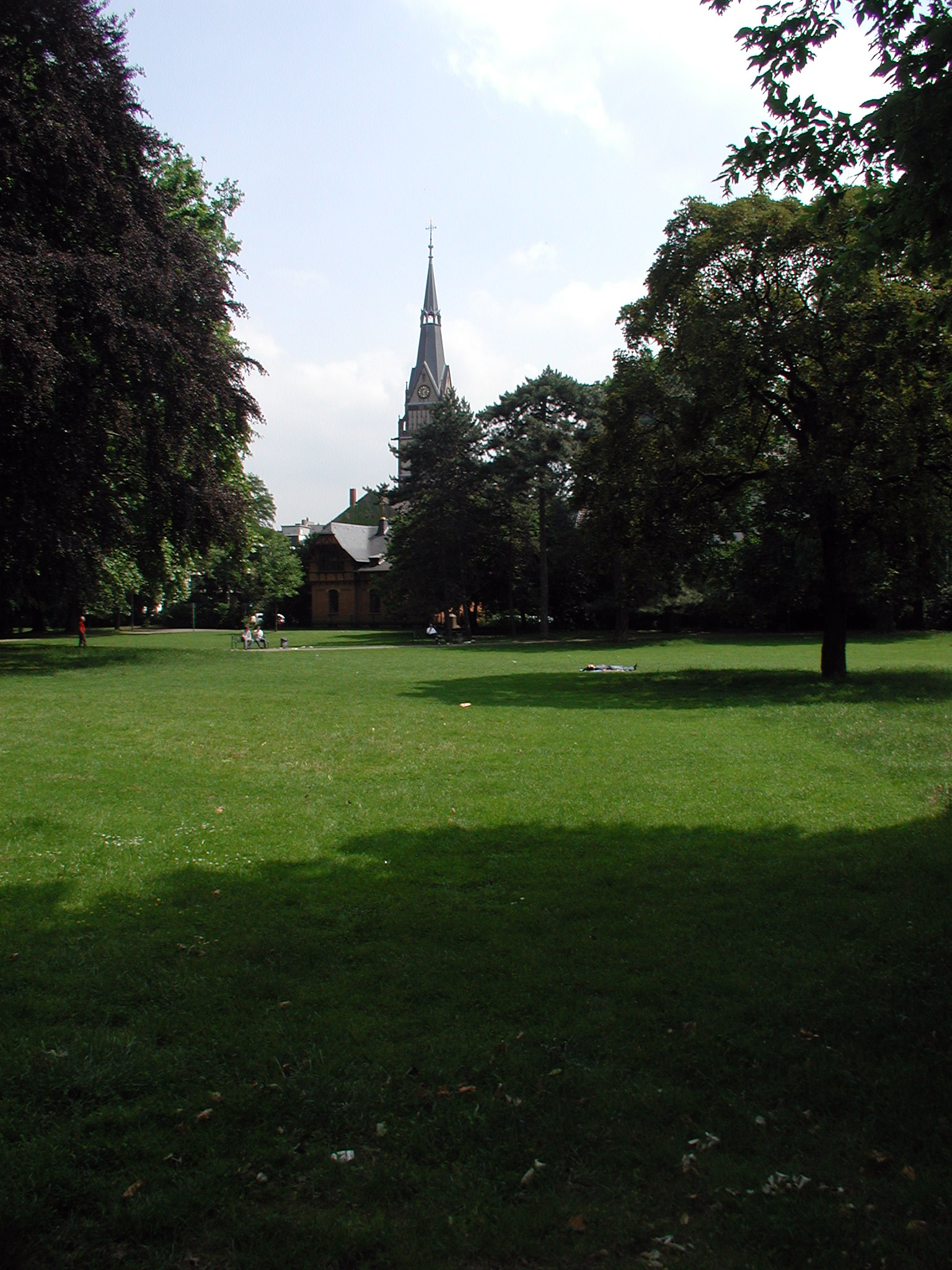
Christuskirche jenseits der Spichernstr.

## Stadtgarten / Konzerthaus

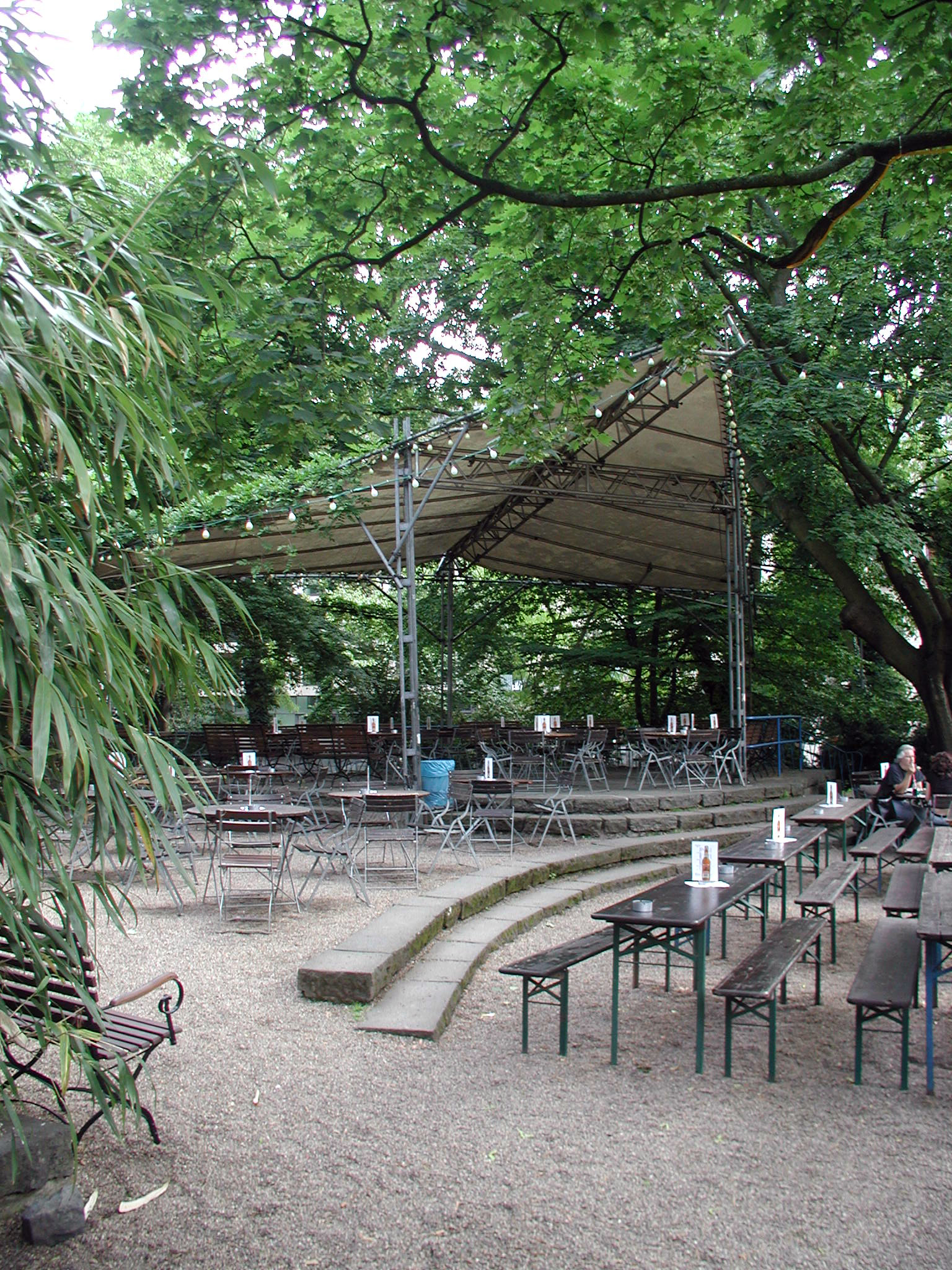
Gartenrestaurant mit Musikpavillon (2007)

Stadtgarten ist auch der Name des am Rande des Parks zur Venloer Straße gelegenen, von der „Initiative Kölner Jazz Haus e. V.“ ins Leben gerufenen Konzerthauses, 1986 aus der Initiative jazzbegeisterter Musikstudenten erwachsen. Es besteht aus einem Konzertsaal, einem Live-Club (JAKI) und einem Café-Restaurant. Angeschlossen sind ein Biergarten und ein Gartenrestaurant.
Mit über 400 Veranstaltungen im Jahr deckt das Programm des Konzerthauses eine große kulturelle Bandbreite ab. Im Mittelpunkt des Geschehens stehen Konzerte, ergänzt durch zeitgenössische Literatur und Diskussionsrunden. Zwei Schwerpunkte sind Jazz und neue Improvisationsmusik. Auf Programmchef Reiner Michalke folgte 2022 Kornelia Vossebein. Der Stadtgarten – das Konzerthaus und seit 2007 auch der Park – war zudem eine der Spielstätten der MusikTriennale Köln.

## Weihnachtsmarkt

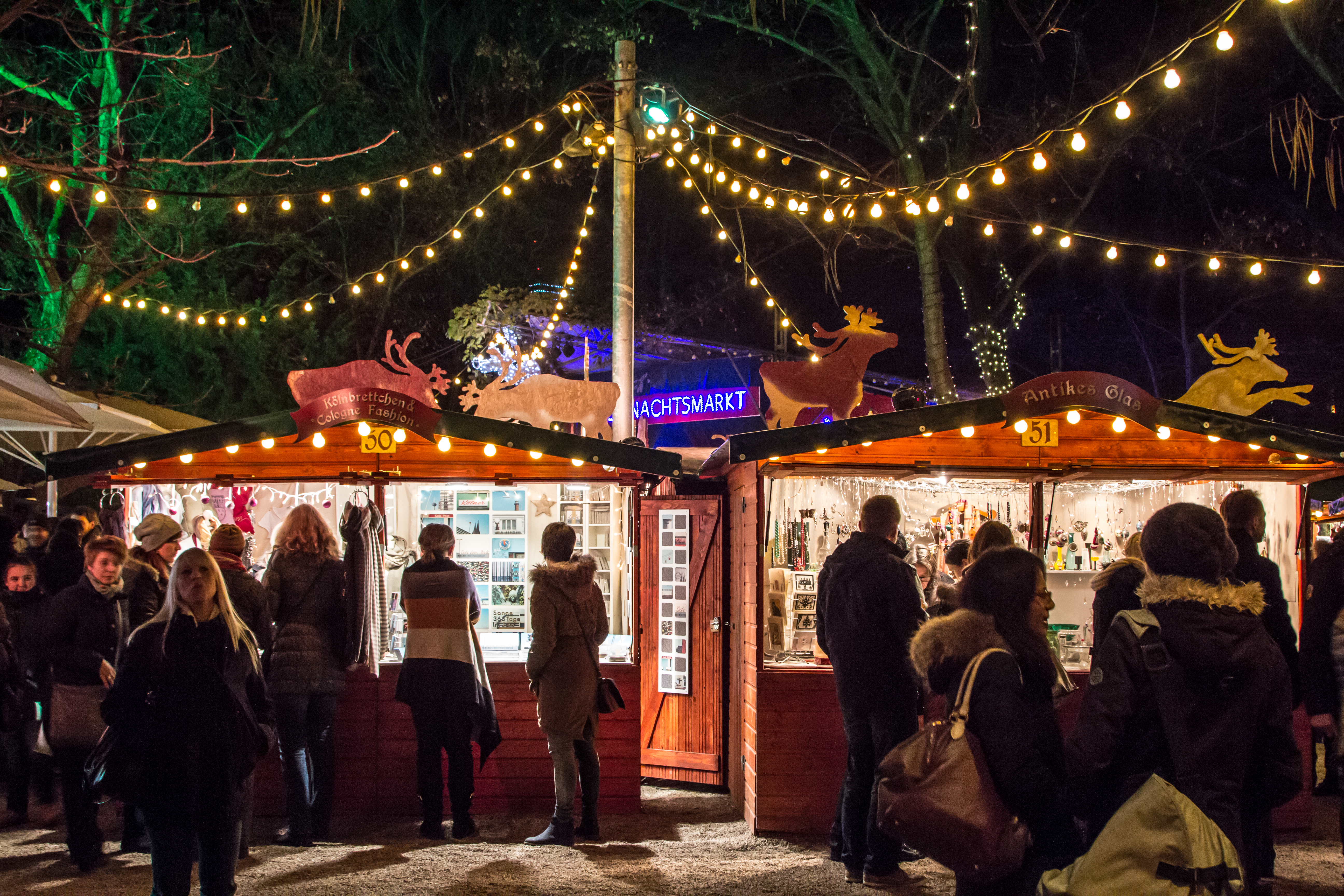
Weihnachtsmarkt im Stadtgarten (2013)

Seit 2006 findet neben dem Konzerthaus und im Gartenrestaurant ein Weihnachtsmarkt statt. Anders als bei den meisten Kölner Weihnachtsmärkten wechseln in einem Teil der Verkaufsbuden die Händler im Wochenrhythmus.

## Förderverein
Im Sommer 2000 hatte sich für den Park unter dem Namen Pro Stadtgarten e. V. ein Förderverein gebildet, der sich in Kooperation mit der Stadt Köln mit Spenden und Aktionen für den Park einsetzte, vor allem, um ihn wieder seinem historischen Erscheinungsbild anzunähern. Dem Verein gehörten Anwohner und Geschäftsleute des Stadtgarten-Viertels sowie die Betreiber des Stadtgarten-Restaurants an. Auf Initiative des Vereins wurden im Garten auch Klangskulpturen errichtet und Klangspaziergänge eingerichtet. Der Verein beendete seine Tätigkeit zum Jahresende 2024.

## Medien
- Rheinhard Zeese: Historische Parks und öffentliche Gärten in Köln 1801 bis 1932, CD, LEB – Brühl, 2007